# Улица војводе Степе (Београд)
| Улица · ВОЈВОДЕ СТЕПЕ | Улица · ВОЈВОДЕ СТЕПЕ        |
| --------------------- | ---------------------------- |
|                       |                              |
| Општина               | Вождовац                     |
| Почетак               | Булевар ослобођења (Београд) |
| Крај                  | Стражарска Коса              |
| Дужина                | 7.000 метара m               |
| Ширина                | 10 метара m                  |
| Створена              | 20. век                      |
| Названа               | Војводе Степе                |
|                       |                              |
|                       |                              |

Улица војводе Степе је београдска улица у градској општини Вождовац. Са својих 7 километара најдужа је улица у Београду. Простире се од Аутокоманде (Булевар ослобођења) до улице Стражарска Коса. Улица је у потпуности реконструисана у периоду 2003—2004. и 2014—2015. године.
Улица је добила име по војводи Степи Степановићу који је био учесник народно-ослободилачких ратова 1876—1918.
Улица Војводе Степе је једна од 5 главних саобраћајница на општини Вождовац. 

## Градски превоз
Кроз улицу пролазе следеће линије ГСП-а: трамваји 9, 10, 14, аутобуси 18, 25П, 33 и 39, минибус Е9 (током 2008. су овом улицом ишли минибусеви Е3 и Е7), ноћне 33 и 401.